# Nicola Fusati
Nicola Fusati, nome d'arte di Nicola Fusacchia (Rieti, 1876 – Roma, 1956), è stato un tenore italiano.

## Biografia
Si laureò in medicina e chirurgia e soltanto dopo la laurea iniziò lo studio del canto. Debuttò nel 1908 a Bari al Teatro Petruzzelli nel ruolo di Radames in Aida di Giuseppe Verdi. Voce tipica del tenore lirico-drammatico, brunita e squillante e di discreta estensione vocale, fu protagonista nei principali teatri italiani e la sua carriera durò appena un ventennio. Si ritirò dalle scene nel 1932. Il suo repertorio comprendeva soprattutto opere di Verdi come: Otello, Aida, Il trovatore, Ernani, Simon Boccanegra, Un ballo in maschera e I Lombardi alla prima crociata. 
Di Fusati vanno segnalate anche le interpretazioni in opere quali: Tosca di Giacomo Puccini, Norma di Vincenzo Bellini, Mosè in Egitto di Gioachino Rossini, Carmen di Georges Bizet, L'Africana di Giacomo Meyerbeer, Cavalleria rusticana di Pietro Mascagni, Pagliacci di Ruggero Leoncavallo, Nerone di  Arrigo Boito, La Wally e Loreley di Alfredo Catalani.